# Selección de fútbol sub-23 de Camerún
La Selección de fútbol sub-23 de Camerún, conocida también como selección olímpica de fútbol de Camerún, es el equipo representante del país en Fútbol en los Juegos Olímpicos desde que en Barcelona 1992 los equipos participantes fuesen con jugadores menores de 23 años. La selección es controlada por la Federación Camerunesa de Fútbol.

## Historia
Antes de 1992, Camerún solo apareció en Los Ángeles 1984, quedando fuera en la primera ronda. Fue hasta Sídney 2000 que consiguieron su primer logro importante fuera de África al ganar la medalla de oro luego de vencer a España en la final 5-4 luego de quedar 1-1 en el periodo regular, aunque desde entonces no han clasificado a los Juegos Olímpicos.

## Palmarés
- Torneo Olímpico de Fútbol
  -  (1): 2000

- Juegos de África
  -  (4): 1991, 1999, 2003, 2007